# 月見草平
月見草平（1977年5月10日—），日本小說家、輕小說作家。出身於廣島縣吳市。
其作品主要在Media Factory／KADOKAWA的〈MF文庫J〉和一迅社的〈一迅社文庫〉發表。代表作有《輝夜魔王式！》系列、《始機乙女》系列、《姬宮學姊的內在美》系列及《想要戀人因此試著鍊成一個跟學生會長很像的女生，結果我卻變成了她的僕人》系列等。

## 來歷、人物
東京大學研究所工學研究科畢業。專攻計算流體力學。
研究所時期曾經在一般公司從事機械研究的工作。之後卻因為自己對長期培訓產生厭惡而開始投入小說的創作。
然後月見自己以「職業奇幻作品的魅力」作為投稿小說的基本概念進行發表。並透過研究所時期的友人說了「那麼就用鍵屋，如何？」一句話，才開始第一次挑戰寫長篇小說。
2004年，月見以短篇「搖滾史密斯！迦爾納的冒險（日语：ロックスミス！カルナの冒険）」入圍Media Factory／KADOKAWA舉辦的第1回MF文庫J輕小說新人獎佳作。並在翌年2005年，月見的同名短篇小說又獲得第1回MF文庫J輕小說新人獎「審查員特別獎」。同年6月，月見將出道作品改名為「魔法鍵師迦爾納的冒險」在〈MF文庫J〉連載，從此正式出道。
目前以兼職小說家的身分持續創作。

## 作品列表
（所有作品依日文原名的五十音排序）

### MF文庫J
- 妹妹股長（日语：いもうとがかり）系列，原名（插圖：pun2（至第2冊為止）→）

1. 2011年9月22日 ISBN 978-4-8401-4238-0
2. 2012年1月25日 ISBN 978-4-8401-4373-8
3. 2013年4月25日 ISBN 978-4-8401-4575-6

- 輝夜魔王式！（日语：かぐや魔王式!）系列，原名《！》（插圖：水澤深森）。台灣中文版由東立出版社正式授權發行。

1. 輝夜魔王式！ 2008年12月発行 ISBN 978-4-8401-2497-3
2. 輝夜魔王式！第2式 2009年1月 ISBN 978-4-8401-2635-9
3. 輝夜魔王式！第3式 2009年4月 ISBN 978-4-8401-2757-8
4. 輝夜魔王式！第4式 2009年7月 ISBN 978-4-8401-2838-4
5. 輝夜魔王式！第5式 2009年10月 ISBN 978-4-8401-3050-9
6. 輝夜魔王式！第6式 2010年2月 ISBN 978-4-8401-3178-0
7. 輝夜魔王式！第7式 2010年5月 ISBN 978-4-8401-3297-8
8. 輝夜魔王式！第8式 2010年8月 ISBN 978-4-8401-3480-4
9. 輝夜魔王式！第9式 2011年1月 ISBN 978-4-8401-3672-3
10. 輝夜魔王式！第10式 2011年5月 ISBN 978-4-8401-3922-9

- 始機乙女系列

1. 始機 2013年9月27日 ISBN 978-4840152365
2. 始機2 2014年1月29日 ISBN 978-4040660349
3. 始機3 2014年5月25日 ISBN 978-4040667133

- 櫻乃綺羅帆系列，原名（插圖：裕龍流）。台灣中文版由東立出版社正式授權發行。

1. 櫻乃綺羅帆的魔法醫病歷（桜乃きらほの魔法医カルテ），2006年5月 ISBN 978-4840115414
2. 櫻乃綺羅帆的戀愛處方箋（桜乃きらほの恋愛処方箋），2006年8月 ISBN 978-4840115964
3. 櫻乃綺羅帆的夏色急救箱（桜乃きらほの夏色救急箱），2006年11月 ISBN 978-4840117463

（此外，月見還有在自己的部落格發表外傳作品）
- 姬宮學姊的內在美系列，原名（插圖：Ein（日语：Ein (イラストレーター)））。台灣中文版由東立出版社正式授權發行。

1. 姬宮學姊的內在美，2008年6月12日 ISBN 978-4840118729
2. 姬宮學姊的內在美2 盛夏的甜橙洗髮精（2 ），2008年9月4日 ISBN 978-4840120449
3. 姬宮學姊的內在美3 初秋的綜合果汁（3 ），2009年3月5日 ISBN 978-4840121125
4. 姬宮學姊的內在美4 校慶園遊會之Brave Heart（4 ），2009年7月23日 ISBN 978-4840121958
5. 姬宮學姊的內在美5 畢業Oratorio（5 ），2010年1月7日 ISBN 978-4840123310

（此外，曾在《Comic Gum》連載漫畫版。WANI BOOKS發行，單行本全5冊。由黑川泉負責作畫）
- 魔法鍵師迦爾納的冒險系列，原名（插圖：銀八）

1. 魔法鍵師冒 ISBN 978-4840112741
2. 魔法鍵師冒2 銀髪少年鍵師 ISBN 978-4840114165
3. 魔法鍵師冒3 流粉 ISBN 978-4840114721
4. 魔法鍵師冒4 世界一番好 ISBN 978-4840115049

- 輪迴的拉格朗日系列，原名（原創動畫衍生小說作品。擔任著作，原作：拉格朗日計劃、人物原案：森澤晴行、插圖：森澤晴行&堀妙子，全4冊）

### 一迅社文庫
- 紅蓮皇女與絕對記憶黑皇子系列，原名（插圖：兔塚英志）

1. 紅蓮皇女與絕對記憶黑皇子 ISBN 978-4758045285
2. 紅蓮皇女與絕對記憶黑皇子2 ISBN 978-4758045551

- 想要戀人因此試著鍊成一個跟學生會長很像的女生，結果我卻變成了她的僕人（日语：恋人にしようと生徒会長そっくりの女の子を錬成してみたら、オレが下僕になっていました）系列，原名（插圖：SACRANECO）

1. 2012年8月18日 ISBN 978-4-7580-4345-8
2. 2013年1月19日 ISBN 978-4-7580-4399-1

（以下續刊）
- ！（插圖：桐島智）

1. 2010年7月17日 ISBN 978-4758041669

## 外部連結
- （日語）－月見草平的官方個人部落格。